# 杜河畔隆日韦勒
杜河畔隆日韦勒（法語：Longevelle-sur-Doubs，法語發音：[lɔ̃ʒvɛl syʁ du]）是法国杜省的一个市镇，属于蒙贝利亚尔区。

## 地理
杜河畔隆日韦勒（47°27'9"N, 6°39'5"E）面积8.31 平方千米，位于法国勃艮第-弗朗什-孔泰大區杜省，该省份为法国东部内陆省份，北起上索恩省，西接汝拉省，东部及东南部与瑞士接壤，东北部与贝尔福地区省接壤。
与杜河畔隆日韦勒接壤的市镇（或旧市镇、城区）包括：伯塔勒、拉普雷蒂耶尔、圣莫里斯-科隆比耶、布吕桑若。

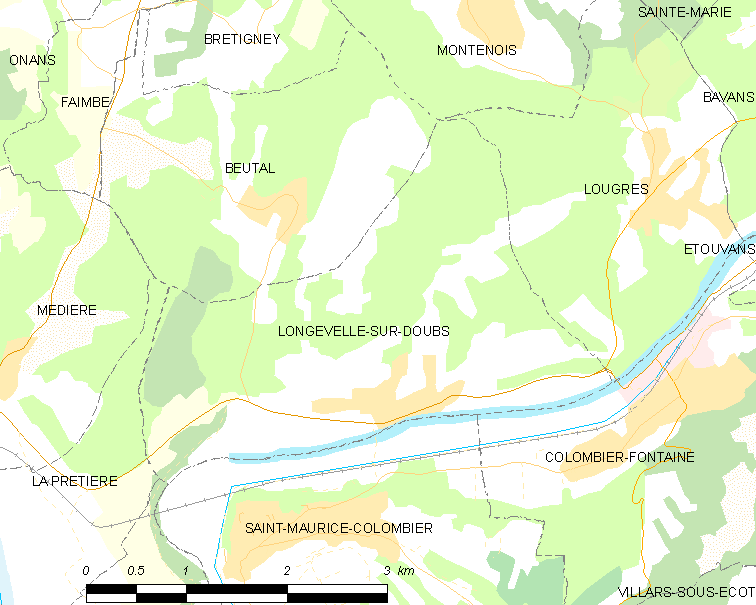
杜河畔隆日韦勒的OSM定位图

杜河畔隆日韦勒的时区为UTC+01:00、UTC+02:00（夏令时）。

## 行政
杜河畔隆日韦勒的邮政编码为25260，INSEE市镇编码为25345。

## 政治
杜河畔隆日韦勒所属的省级选区为巴旺县。

## 人口

1962-2008年间杜河畔隆日韦勒人口变化图示

杜河畔隆日韦勒于2022年1月1日时的人口数量为653人。